# Premis Cóndor de Plata 1943
Els guanyadors dels Premis Cóndor de Plata 1943 que van ser lliurats en la cerimònia realitzada el 10 de gener de 1943 a la ciutat de Buenos Aires són els següents:

## Guanyadors
- Millor pel·lícula La guerra gaucha de Lucas Demare[1]
- Millor actor: Arturo García Buhr per Los chicos crecen[2]
- Millor actriu: Amelia Bence per El tercer beso[2]
- Millor director: Lucas Demare prr La guerra gaucha[3]
- Millor guió original: Hugo Mac Dougall per Malambo[4]
- Millor guió adaptat: Ulises Petit de Murat i Homero Manzi por La guerra gaucha[3]
- Millor pel·lícula estrangera: Que verda era la meva vall  de John Ford, Estats Units[4]
- Premi Especial: Dante Quinterno pel seu curtmetratge d'animació en color Upa en apuros[4]